# گاورون
گاورون (به لاتین: Gorun) یک منطقهٔ مسکونی در بلغارستان است که در شهرستان شابلا واقع شده‌است.